# Cómo plantear y resolver problemas
Cómo plantear y resolver problemas (How to Solve It, en el original en inglés) es un libro del matemático húngaro George Pólya, publicado en 1945, en la Universidad de Princeton, que describe métodos para resolver problemas y elaborar pequeñas demostraciones. La primera traducción al castellano se publicó en 1965.

## Introducción
El libro sugiere que un problema matemático puede ser resuelto mediante una técnica de cuatro etapas:
1. Entender el problema.
2. Crear un plan.
3. Llevar a cabo el plan.
4. Revisar e interpretar el resultado (mediante el método científico)

Si esta técnica fracasa, Pólya advierte: «Si no puedes resolver ese problema, entonces existe un problema más sencillo que éste que sí podrás resolver: encuéntralo».
O bien: «Si no puedes resolver el problema propuesto, intenta resolver primero un problema relacionado. ¿Podrías imaginar un problema relacionado más accesible?».
El libro de Pólya contiene un conjunto de sugerencias heurísticas a modo de diccionario, muchas de las cuales ayudan a generar un problema más accesible. 

Un problema de investigación, puede ser una realidad compleja-conflictiva; un desconocimiento; una curiosidad una interrogante. La investigación científica consiste en hallar fenómenos en un problema, identificarlos, formularlos y tratar de encontrar su solución, sea con ayuda del conocimiento existente, sea con el conocimiento nuevo y, en todo caso, a la luz de la razón y de la experiencia. Dejar de tratar problemas es dejar de investigar.
Los problemas pueden a veces estar referidos a carencias objetivas, desconocimiento de si toma, causas, efectos, relaciones, procesos o indicadores que den cuenta de la línea de base o situación de partida de cualquier esfuerzo investigativo.
Luis Elucay, 1994.

Por ejemplo:
| Heurística                                                              | Descripción informal | Analogía formal                                        |
| Analogía                                                                | ¿Puedes encontrar un problema análogo a tu problema y resolverlo?                                                                                               | Aplicación matemática                                  |
| Generalización                                                          | ¿Puedes encontrar un problema más general que tu problema? | Generalización                                         |
| Inducción                                                               | ¿Puedes resolver un problema a partir de una generalización de algunos ejemplos?                                                                                | Inducción                                              |
| Variación del problema                                                  | ¿Puedes modificar o cambiar el problema para crear un nuevo problema (o un conjunto de problemas) cuya solución pueda ayudarte a resolver el problema original? | Búsqueda de algoritmo                                  |
| Problema auxiliar                                                       | ¿Puedes encontrar un subproblema o problema colateral cuya solución te ayudaría a resolver tu problema?                                                         | Meta parcial                                           |
| Aquí aparece un problema relacionado con el tuyo y previamente resuelto | ¿Puedes encontrar un problema relacionado con el tuyo que ya haya sido resuelto?                                                                                | Reconocimiento de patrones Reducción de la complejidad |
| Especialización                                                         | ¿Puedes considerar un problema más restringido o especializado?                                                                                                 | Especialización                                        |
| Descomposición y recombinación                                          | ¿Puedes descomponer el problema y "recombinar sus elementos de alguna manera"? Divide y vencerás                                                                | Análisis                                               |
| Trabajando hacia atrás a partir del objetivo                            | ¿Puedes empezar con el objetivo y trabajar de manera inversa hasta algo conocido?                                                                               | Backward chaining                                      |
| Dibuja un esquema                                                       | ¿Puedes trazar un esquema del problema? | Razonamiento esquemático                               |
| Elementos auxiliares                                                    | ¿Puedes agregar algún elemento nuevo a tu problema para acercarte a una solución?                                                                               | Extensión                                              |

El libro de Pólya llegó a ser considerado un "clásico", debido a su considerable influencia (ver sección siguiente). Otros libros posteriores sobre resolución de problemas tratan aspectos más creativos y técnicas menos concretas, tratando temas como el razonamiento colateral, los mapas mentales o el brainstorming.

## Influencia
- El libro de Pólya se ha traducido a muchos idiomas, se han vendido cerca de un millón de copias, y se ha editado o reimpreso de manera continua desde su primera publicación.
- Marvin Minsky dijo en su artículo seminal Steps Toward Artificial Intelligence que "todo el mundo debería conocer el trabajo de George Pólya [87] sobre cómo resolver problemas."[2]
- El libro ha tenido una larga influencia en libros de texto sobre matemáticas. "La mayoría de formulaciones de libros de texto de los Estados Unidos, en el marco de la resolución de problemas consideran a Pólya en relación con las etapas de resolución de problemas" ("Most formulations of a problem solving framework in U. S. textbooks attribute some relationship to Pólya's problem solving stages (1945)."[3]
- El físico ruso Zhores Ivanovich Alfyorov/Alferov, Premio Nobel de Física en el 2000, lo elogió, y dijo que estaba muy agradecido al famoso libro de Pólya.

## Continuación
En el prefacio a la primera edición en inglés Pólya menciona: "El tema (heurística) es tratado más ampliamente en un extenso libro que el autor está en camino de terminar". Lo cual fue confirmado en el prefacio a la séptima reimpresión en inglés: "Ahora puedo decir gustoso que he cumplido con éxito, al menos en parte, una promesa dada en el prefacio a la primera edición: Los dos volúmenes Induction and Analogy in Mathematics y Patterns of Plausible Inference que constituyen mi reciente obra Mathematics and Plausible Reasoning continúan la línea del pensamiento adoptada en el presente libro". Obra que comienza aclarando que se trataba de una continuación de How to Solve It.